# 科尔特加纳
科尔特加纳，是西班牙安达卢西亚自治区韦尔瓦省的一个市镇。总面积173平方公里，总人口5007人（2001年），人口密度29人/平方公里。